# 潮流評審
潮流評審，是日本純種競賽馬匹，生涯活躍於泥地一哩賽事，曾於2020年勝出日本育馬場盃雌馬經典賽，亦於2019及2020年連霸閃耀女士盃。

## 出賽前
2014年3月25日出生於北海道日高町Darley Japan牧場，所有權歸於牧場母公司高多芬旗下。
其後交由栗東訓練中心練馬師安田隆行訓練。

## 競賽生涯

### 2歲
2016年12月17日出戰阪神競馬場2歲新馬戰，維持於第四的位置下於最後彎道逐步透出，最終於直路順利衝出加速，以2 1/2馬位優勢取得首勝。

### 3歲
2017年主要以條件戰作為目標，於其中維持不俗的表現，於五場賽事中取得兩冠三亞的優秀戰績。

### 4歲
2018年年初出戰播磨錦標，雖然本次比賽於直路不敵對手落敗，但其後的鳴門錦標中一直維持優秀走勢，於直路成功拋開對手取得勝利。
其後出戰公開賽栗東錦標，但受到比賽初段漏閘影響下於比賽途中始終維持於後方位置，於直路未能扭轉局面下以第九大敗。
6月重新返回條件戰作賽，於安藝錦標中以第二完賽，休養過後在10月復出出戰平城京錦標亦未能壓制對手，最終再度取得亞軍。
11月4日出戰日本育馬場盃雌馬經典賽，為其首次出戰一級賽乃至分級賽。比賽開始後，其選擇採取後上的戰術，維持於最後方逐步推進，直至於第三、四彎道才沿着外檔徐徐上前。進入直路後，其進一步抽出外檔位置望空，雖然一度跑出不俗的衝刺，但最終仍然未能追過Ange Desir及Rabbit Run取得第三。
年末再度返回條件戰，但於堺錦標中未能發揮實力，最終以第四落敗。

### 5歲
2019年年初於播磨錦標中以前置戰術取得優勢，及後於直路上成功壓制對手取勝，6月再度嘗試進攻公開賽並出戰天保山錦標，可惜採取領放戰術下於最後關頭被Vengeance超越跑獲第二。
7月4日前往地方出戰閃耀女士盃，順利出閘後進佔有利位置，並一直維持於領放馬Salsa Dione身後逐步推進。進入直路後，其迅速加速和對手並排，於中段經已佔盡優勢帶離對手，最終以領先4馬位的姿態率先衝線取得首個分級賽冠軍。
稍為休養後於10月出戰雌馬預賽，繼續採取前置戰術於第二的位置穩步進發，雖然於直路一度透出取得領先，但最終仍然被外檔衝出的Andes Queen超越，以頭位差距憾負。
11月繼續出戰日本育馬場盃雌馬經典賽，本次其稍為放慢速度，於初段保持於第四的內欄位置等待時機，在第三彎道時才逐步加速提升速度。進入直路後，其選擇於中檔位置逐步上前準備透出，然而一直被精緻印刷及Gold Queen壓制，最終再度以第三完賽。

### 6歲
2020首戰為TCK女王盃，本次比賽維持於中團位置逐步推進，雖然於直路上表現出加速的勢頭，但受限於頂磅下被無法制衡其他對手，最終以第四落敗。
5月17日出戰表列賽栗東錦標，採取前置戰術下於最後彎道逐步透出，但於直路上未能全力加速，最終敗於Success Energy及Rapier Wit取得第三。
7月再度挑戰閃耀女士盃，一直維持於第二的位置下保持穩定的節奏，通過彎道時成功尋找到加速位並順利衝出，最終超越前方的領放馬Salsa Dione下再阻止Make Happy的攻勢，以3/4馬位優勢達成連霸。
11月3日第三度出戰日本育馬場盃雌馬經典賽，賽前取得第二人氣。比賽開始後，其以絕佳的反應衝出進佔第二的位置，於比賽途中順應Salsa Dione做的步速前進。進入直路後，其瞬間加速彈離Salsa Dione取得領先，及後繼續於內欄位置維持衝刺勢頭，最終以頭位的優勢壓贏加速衝前的Madras Check，取得首個一級賽的冠軍。
賽後，陣營決定安排其退役，於11月11日取消日本中央競馬會的賽駒註冊。

### 詳細賽績
| 日期       | 舉辦國家 | 馬場 | 距離   | 級別   | 賽事名稱               | 負重 | 騎師     | 馬號 | 出馬 | 名次 | 時間   | 頭馬（二馬）      |
| ---------- | -------- | ---- | ------ | ------ | ---------------------- | ---- | -------- | ---- | ---- | ---- | ------ | ----------------- |
| 17/12/2016 | 日本     | 阪神 | 泥1400 |        | 2歲新馬                | 54   | 川田將雅 | 7    | 11   | 1    | 1:25.7 | （Heartful Time） |
| 22/1/2017  | 日本     | 京都 | 泥1400 |        | 3歲500萬獎金以下       | 54   | 北村友一 | 11   | 14   | 2    | 1:25.1 | 高野蘭花          |
| 25/2/2017  | 日本     | 阪神 | 泥1400 |        | 3歲500萬獎金以下       | 54   | 川田將雅 | 11   | 12   | 1    | 1:24.8 | （Gekirin）       |
| 25/6/2017  | 日本     | 東京 | 泥1400 |        | 清里特別               | 52   | 戶崎圭太 | 15   | 16   | 2    | 1:24.3 | Satono Phantasy   |
| 24/9/2017  | 日本     | 阪神 | 泥1400 |        | 3歲以上1000萬獎金以下  | 53   | 川田將雅 | 3    | 16   | 1    | 1:23.4 | （Vengeance）     |
| 3/11/2017  | 日本     | 京都 | 泥1400 |        | 貴船錦標               | 52   | 川田將雅 | 8    | 16   | 2    | 1:24.0 | Drive Knight      |
| 3/3/2018   | 日本     | 阪神 | 泥1400 |        | 播磨錦標               | 55   | 川田將雅 | 11   | 16   | 2    | 1:23.9 | T O Helios        |
| 1/4/2018   | 日本     | 阪神 | 泥1400 |        | 鳴門錦標               | 55   | 川田將雅 | 6    | 15   | 1    | 1:24.3 | （竹園良人）      |
| 13/5/2018  | 日本     | 京都 | 泥1400 | OP     | 栗東錦標               | 53   | 松若風馬 | 8    | 16   | 9    | 1:23.7 | Win Mut           |
| 9/6/2018   | 日本     | 阪神 | 泥1400 |        | 安藝錦標               | 55   | 川田將雅 | 5    | 11   | 2    | 1:24.2 | Taisei Eclair     |
| 6/10/2018  | 日本     | 京都 | 泥1800 |        | 平城京錦標             | 55   | 川田將雅 | 10   | 13   | 2    | 1:50.4 | Iron Tailor       |
| 4/11/2018  | 日本     | 京都 | 泥1800 | JpnI   | 日本育馬場盃雌馬經典賽 | 55   | 大野拓彌 | 15   | 16   | 3    | 1:50.5 | Ange Desir        |
| 9/12/2018  | 日本     | 阪神 | 泥1800 |        | 堺錦標                 | 55   | 福永祐一 | 6    | 9    | 4    | 1:53.2 | Telperion         |
| 2/3/2019   | 日本     | 阪神 | 泥1400 |        | 播磨錦標               | 55   | 川田將雅 | 14   | 16   | 1    | 1:22.7 | （喜雅王）        |
| 8/6/2019   | 日本     | 阪神 | 泥1400 | OP     | 天保山錦標             | 54   | 川田將雅 | 2    | 15   | 2    | 1:22.4 | Vengeance         |
| 4/7/2019   | 日本     | 川崎 | 泥1600 | JpnIII | 閃耀女士盃             | 55   | 川田將雅 | 4    | 14   | 1    | 1:40.6 | （Salsa Dione）   |
| 3/10/2019  | 日本     | 大井 | 泥1800 | JpnII  | 雌馬預賽               | 55   | 大野拓彌 | 10   | 12   | 2    | 1:53.2 | Andes Queen       |
| 4/11/2019  | 日本     | 浦和 | 泥1400 | JpnI   | 日本育馬場盃雌馬經典賽 | 55   | 川田將雅 | 11   | 12   | 3    | 1:26.1 | 精緻印刷          |
| 22/1/2020  | 日本     | 大井 | 泥1800 | JpnIII | TCK女王盃              | 57   | 川田將雅 | 1    | 12   | 4    | 1:55.1 | Madras Check      |
| 17/5/2020  | 日本     | 京都 | 泥1400 | L      | 栗東錦標               | 55   | 鮫島克駿 | 15   | 16   | 3    | 1:22.0 | Success Energy    |
| 15/7/2020  | 日本     | 川崎 | 泥1600 | JpnIII | 閃耀女士盃             | 56   | 川田將雅 | 1    | 10   | 1    | 1:40.9 | （Make Happy）    |
| 3/11/2020  | 日本     | 大井 | 泥1800 | JpnI   | 日本育馬場盃雌馬經典賽 | 55   | 北村友一 | 12   | 15   | 1    | 1:51.1 | （Madras Check）  |

## 退役後
退役後，潮流評審成為了繁殖雌馬，於北海道日高町Darley Japan牧場休養，在2021年進行配種但受胎失敗，2022年繼續受胎失敗，2023年終於成功。首匹子嗣於2024年出生，可於2026年出賽。

### 詳細繁殖資料
| 數目   | 馬名         | 出生年 | 性別 | 父系     | 練馬師 | 馬主 | 戰績       |
| ------ | ------------ | ------ | ---- | -------- | ------ | ---- | ---------- |
|        | （受胎失敗） |        |      | 高情厚意 |        |      |            |
|        | （受胎失敗） |        |      | 火焰客   |        |      |            |
| 第一匹 | 潮流評審2024 | 2024   | 雄   | 北部玄駒 |        |      | （出賽前） |

## 血統簡介
父系街頭觸覺為美國賽駒，生涯戰績彪炳，曾勝出育馬者盃兩歲大賽、肯塔基打吡及卓華斯錦標。祖父街頭口號為愛爾蘭出生的美國及阿聯酋賽駒，生涯戰績優秀，曾勝出杜拜世界盃及史提芬科士打讓賽。
母系Aquarist為英國馬匹，生涯無出賽記錄。外祖父Coronado's Quest為美國賽駒，於泥地賽事有優秀表現，曾勝出卓華斯錦標及赫斯基邀請賽，亦於包含活特紀念錦標、利飛來錦標等五項二級賽中取勝。

### 血統表
| 父線：淘金者系（Raise a Native系）                                       |                                 |                 |                 |
| 種馬 街頭觸覺 2004年（棗色）                                             | 街頭口號 1998年（深棗色）       | Machiavellian   | 淘金者          |
| 種馬 街頭觸覺 2004年（棗色）                                             | 街頭口號 1998年（深棗色）       | Machiavellian   | Coup de Folie   |
| 種馬 街頭觸覺 2004年（棗色）                                             | 街頭口號 1998年（深棗色）       | Helen Street    | 金衡制          |
| 種馬 街頭觸覺 2004年（棗色）                                             | 街頭口號 1998年（深棗色）       | Helen Street    | Waterway        |
| 種馬 街頭觸覺 2004年（棗色）                                             | Bedazzle 1997年（棗色）         | Dixieland Band  | 北地舞人        |
| 種馬 街頭觸覺 2004年（棗色）                                             | Bedazzle 1997年（棗色）         | Dixieland Band  | Mississippi Mud |
| 種馬 街頭觸覺 2004年（棗色）                                             | Bedazzle 1997年（棗色）         | Majestic Legend | His Majesty     |
| 種馬 街頭觸覺 2004年（棗色）                                             | Bedazzle 1997年（棗色）         | Majestic Legend | Long Legend     |
| 繁殖雌馬 Aquarist 2003年（栗色）                                         | Coronado's Quest 1995年（棗色） | Forty Niner     | 淘金者          |
| 繁殖雌馬 Aquarist 2003年（栗色）                                         | Coronado's Quest 1995年（棗色） | Forty Niner     | File            |
| 繁殖雌馬 Aquarist 2003年（栗色）                                         | Coronado's Quest 1995年（棗色） | Laughing Look   | Damascus        |
| 繁殖雌馬 Aquarist 2003年（栗色）                                         | Coronado's Quest 1995年（棗色） | Laughing Look   | Laughter        |
| 繁殖雌馬 Aquarist 2003年（栗色）                                         | Oyster Catcher 1996年（棗色）   | Bluebird        | 雷鳥            |
| 繁殖雌馬 Aquarist 2003年（栗色）                                         | Oyster Catcher 1996年（棗色）   | Bluebird        | Ivory Dawn      |
| 繁殖雌馬 Aquarist 2003年（栗色）                                         | Oyster Catcher 1996年（棗色）   | Brigid          | Irish River     |
| 繁殖雌馬 Aquarist 2003年（栗色）                                         | Oyster Catcher 1996年（棗色）   | Brigid          | Luv Luvin'      |
| 雌系：Luv Luvin'系（號族：9-ｂ）                                         |                                 |                 |                 |
| 五代內近親交配：淘金者 4×4、北地舞人 4×5、Raise a Native 5×5×5、河人 5×5 |                                 |                 |                 |

## 命名由來
名字Fashionista（ファッショニスタ）意思為：「潮流達人」，聯想自父系街頭觸覺的名字，香港則以「潮流評審」作為翻譯。

## 外部連結
- 潮流評審 netkeiba.com （页面存档备份，存于）
- 血統表 （页面存档备份，存于）